# Henrik Glimstedt
Niklas Henrik Benjamin Glimstedt, född den 12 september 1869 i Stockholm, död där den 3 september 1947, var en svensk jurist. Han var son till Peter Olof Glimstedt. 
Glimstedt avlade mogenhetsexamen i Stockholm 1888 och hovrättsexamen vid Uppsala universitet 1892. Efter tingstjänstgöring samt tjänstgöring i Stockholms rådhusrätt och Svea hovrätt blev han hovrättsråd där 1913 och divisionsordförande 1933. År 1936 avgick Glimstedt med pension. Han vilar i en familjegrav på Norra begravningsplatsen utanför Stockholm.